# Енсо Гонзалез
Енсо Давид Гонзалез Медина (шп. Enso David González Medina; Асунсион, 20. јануар 2005) је парагвајски фудбалер који тренутно наступа за Вулверхемптон вондерерсе. Игра на позицији левог крила.